# Rock That Body
Rock That Body – piosenka grupy Black Eyed Peas pochodzącą z piątego studyjnego albumu The E.N.D. Nagranie jest piątym singlem promującym płytę. Singiel ukazał się 15 marca 2010.

## Teledysk
Teledysk do singla wyreżyserowany został przez Rich Lee. Oficjalny videoclip miał premierę dnia 16 lutego 2010 za pośrednictwem witryny internetowej Dipdive. Klip jest połączeniem dwóch piosenek: „Imma Be” oraz „Rock That Body”.